# Radio Waves
«Radio Waves» (en español, "Ondas radiales") es una canción del músico y compositor británico Roger Waters, exmiembro de la banda inglesa Pink Floyd. Es el tema que abre su segundo álbum en solitario Radio K.A.O.S..
Fue elegido como primer sencillo del disco y lanzado mundialmente en mayo de 1987. Aparece también en la compilación de grandes éxitos de Waters, Flickering Flame.

## Trama
La canción habla sobre como Billy, el personaje del álbum, logra oír ondas radiales en su cabeza, momento en el que explora el teléfono inalámbrico, que parece ser similar a una radio. Llama allí a una estación de radio de Los Ángeles llamada Radio K.A.O.S, y se logra comunicar com Jim, el locutor de esta radio, y a quien Billy cuenta su historia.

## Listas de canciones
Sencillo de 7" (EE.UU.)

| US 7" single |                         |          |  |
| N.º          | Título                  | Duración |  |
| 1.           | «Radio Waves (Editado)» | 4:13     |  |
| 2.           | «Going to Live in L.A.» | 5:50     |  |

Sencillo de 7" internacional

| International 7" single |                         |          |  |
| N.º                     | Título                  | Duración |  |
| 1.                      | «Radio Waves»           | 3:47     |  |
| 2.                      | «Going to Live in L.A.» | 5:50     |  |

Sencillo en CD y 12"

| CD / 12" single |                                    |          |  |
| N.º             | Título                             | Duración |  |
| 1.              | «Radio Waves (Remezcla extendida)» | 6:58     |  |
| 2.              | «Going to Live in L.A.»            | 5:50     |  |
| 3.              | «Radio Waves (Versión de 7")»      | 3:47     |  |

Sencillo promocional mainstream

| Mainstream promotional single |                                      |          |  |
| N.º                           | Título                               | Duración |  |
| 1.                            | «Radio Waves (Editado)»              | 4:13     |  |
| 2.                            | «Radio Waves (Versión del sencillo)» | 3:47     |  |

## Personal
- Roger Waters – - Voz, guitarra, bajo, shakuhachi, teclado.
- Graham Broad - Batería, percusión.
- Mel Collins - Saxofón
- Andy Fairweather Low - Guitarra eléctrica
- Suzanne Rhatigan - Coros principales
- Ian Ritchie - Piano, teclados, saxo tenor, Fairlight, programación de batería.
- John Phirkell - Trompeta
- Peter Thoms - Guitarra eléctrica
- Katie Kissoon, Doreen Chanter, Madeline Bell, Steve Langer Y Vicki Brown - Coros.